# Tit Estatili Taure (cònsol 26 aC)
Tit Estatili Taure (en llatí: Titus Statilius Taurus) va ser un destacat general d'Octavi August i magistrat romà. Estatili era un homo novus arribat de la Lucània, i pertanyia a la gens Estatília.
Al començament del Segon Triumvirat, Estatili fou seguidor de Marc Antoni, que va elegir com a cònsol el 37 aC. Va dirigir la flota de Marc Antoni que va sortir de Tarent en la guerra contra Sext Pompeu i va fer un bon servei durant la guerra.
Després de la fugida de Pompeu, Taure va anar a Àfrica, que va assegurar sense problemes per a Octavi. L'any 34 aC va rebre els honors del triomf pel seu succés a Àfrica, i el mateix any va acompanyar a Octavi a Dalmàcia, que el va deixar amb el comandament de l'exèrcit quan el futur emperador va tornar a Roma. De tornada a Roma, promogué la construcció del primer amfiteatre (en), acabat el 29 aC. El poble, agraït, li va permetre que nomenàs un dels pretors cada any. Aquest amfiteatre es va cremar quan hi va haver l'incendi de Roma en temps de Neró.
A la batalla d'Àccium l'any 31 aC, va dirigir les forces de terra d'Octavià. L'any 30 aC, quan Octavià va ser cònsol, Taure va construir un amfiteatre de pedra a càrrec seu, que va inaugurar amb un gran espectacle de gladiadors. L'any 29 aC va derrotar els càntabres, àsturs i vacceus en les Guerres càntabres, i, retornat a Roma, va ser nomenat cònsol l'any 26 aC.
L'any 16 aC, quan August va anar a la Gàl·lia, li va deixar el govern de Roma i Itàlia amb el títol de praefectus urbi.
Estatili es va casar amb una dona de nom desconegut, que alguns han suposat que s'anomenava Cornèlia Sisenna. Pel que fa a la seva descendència, costa distingir personatges. El triumvir monetal del mateix nom s'ha suposat que podria ser el mateix Estatili, o bé un fill del mateix nom. Aquest fill podria ser el pare de Sisenna Estatili Taure, cònsol l'any 16, i Tit Estatili Taure, cònsol l'any 11, o bé ser germans seus i fill d'Estatili Taure el major. També sembla que va tenir una filla, Estatília, casada amb Luci Calpurni Pisó, cònsol l'any 1 aC.